# انحياز للموافقة
الانحياز للموافقة هو صنف من الانحيازات في الاستجابة، بحيث يكون لدى أفراد العينة في استطلاع ما الميل للموافقة مع كل الأسئلة، أو إبداء دلالات إيجابية. الموافقة (أو الإذعان) بعض الأحيان يُشار إليها ك "yah-saying" أو الموافقة على طول الخط، وهو ميل الفرد للموافقة مع العبارات حينما يكون في شك. وهذا خصوصاً في حالة الاستطلاعات أو الاستبيانات التي تستخدم الحقائق البديهية، مثل «من الأفضل أن تكون معطاءً على أن تأخذ» أو «لا تكن مُعيراً أو مستعيراً أبداً».
وقد وضح دوجلاس جاكسون [الإنجليزية] مثالًا على الانصياع للموافقة في أحد استطلاعات «مقياس إف» (وهو مقياس يشير إلى مدى اتفاق العينة مع الفاشية)، والذي يحتوي على أمثلة على تلك الحقائق البديهية، التي من المفترض أن يجاب عليها بالرفض أو الموافقة. ومن ثم قام جاكسون بكتابة نسخة أخرى من مقياس إف المذكور، حيث بدل كل عبارة فيه بأخرى تحمل المعنى المعكوس لها (لاحظ أن العبارتين في المثال السابق متناقضتان بنفس الطريقة). ثم ناول جاكسون كلًا من هذين النسختين، النسخة الأصلية والنسخة المعكوسة، إلى نفس العينة من المستجيبين. وللمرء أن يتوقع أن نتائج أحد هذين المقياسين ترتبط عكسيًا بنتائج المقياس الآخر، إلا أن جاسكون اكتشف وجود ترابط إيجابي مرتفع (أي أن المستجيبين كانوا يوافقون على نفس العبارة وعكسها في ذات الوقت). وأوعز جاكسون سبب هذا التناقض إلى الانصياع إلى الموافقة. حيث أن المستجيبين كانوا يرضخون بالموافقة على جميع العبارات، بغض النظر عن فحواها.
ووضح كذلك جاكسون وميسيك، باستخدام أسلوب تحليل العوامل، أن الحرص على الامتثال لقيم المجتمع والانصياع للموافقة هما العاملين الأساسيين في تفسير التباين في الإجابات على اختبار مينيسوتا متعدد الأطوار لتحليل الشخصيات «MMPI» (وقد توصلوا إلى نتائج مشابهة كذلك مع النسخة المطورة من الاختبار «MMPI-2»).
والأسلوب المتبع في مكافحة الانصياع الأعمى إلى الموافقة عند الإجابة على استطلاعات الرأي هو اختيار تشكيلة متوازنة من العبارات الإيجابية والسلبية معًا فيما يخص المعنى المطلوب. فمثلًا، من المستحسن في محاولة تشخيص حالة الاكتئاب عند المريض أن تدس بداخل العبارات التي تعبر عن الكئابة بعض العبارات التي تعبر عن السعادة والرضا كذلك.